# 雷諾5
雷諾5是法國汽車製造商雷諾在1972年至1985年間生產的一款緊湊型轎車。並於1976年至1983年以Le Car的名義在北美發售。總共製造了550萬輛，並衍生出四門轎車版本雷諾7。

## 第一代（1972年至1984年）
第一代由業餘設計師Michel Boué設計，後來設計被雷諾高層發現，並對他的設計印象深刻，並立即正式授權開發計劃。 第一代具有陡峭傾斜的車尾和前部儀表板。 設計師希望尾燈能夠從保險槓一直進入C柱，這種設計後來應用在菲亞特Punto和沃爾沃850旅行車。

## 第二代（1984年至1996年）
第二代因為推出了渦輪增壓版本而被稱為「超級5」（法語：Supercinq），並於1984年秋天亮相。它的推出令福特汽車、通用汽車、標緻、菲亞特和日產於18個月內先後推出了幾輛迷你車以回應競爭。
1985年1月推出右駕車型正式在英國市場發售。

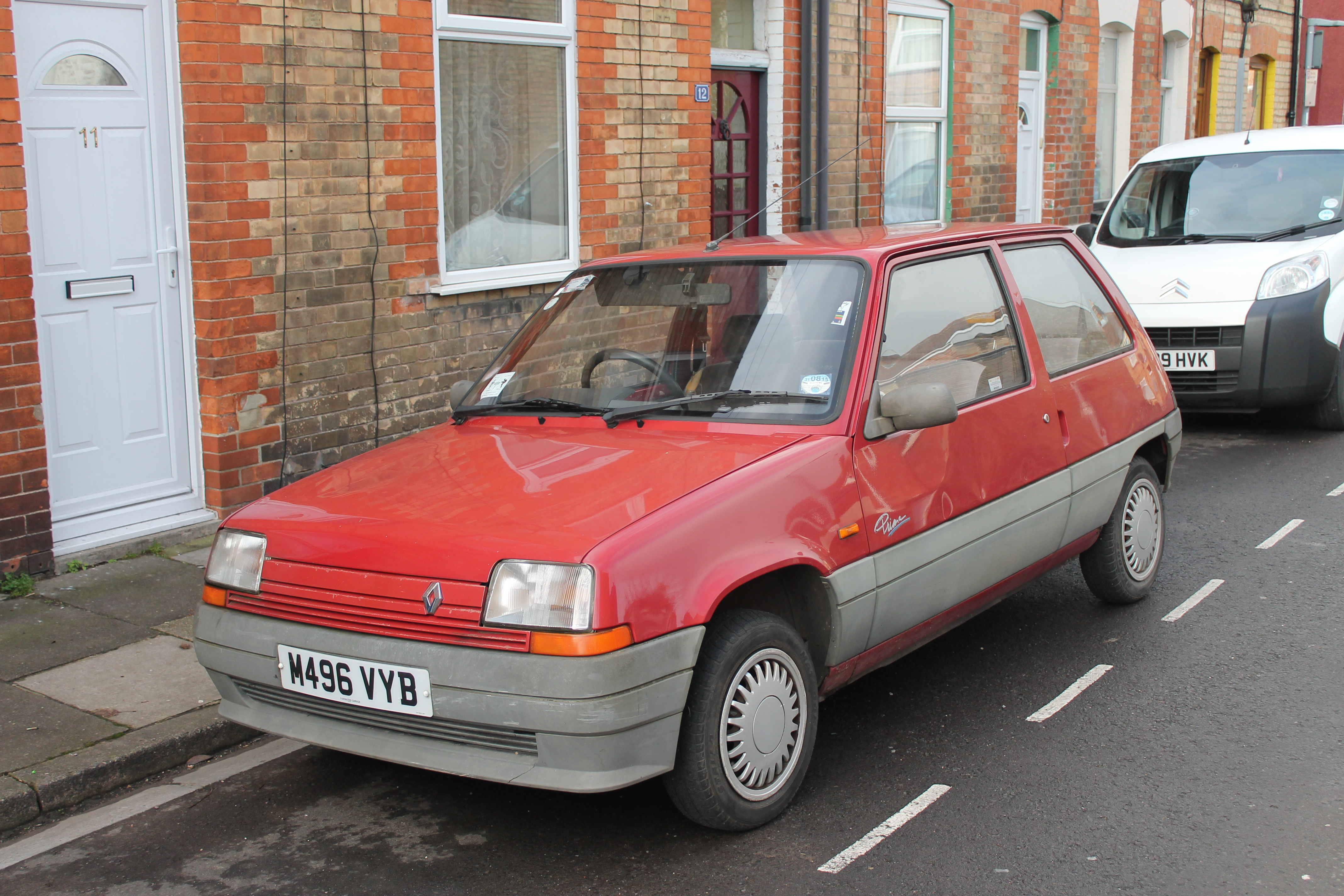
英國的右駕版車型